# 東草屯交流道
東草屯交流道為臺灣國道六號的交流道，位於臺灣南投縣草屯鎮，指標為5k，霧峰系統交流道至東草屯交流道於2008年12月27日通車，東草屯至愛蘭交流道於2009年3月21日通車。
|  | 5 東草屯 |  | 草屯 |

## 外部連結
- 國道六號東草屯交流道示意圖 （页面存档备份，存于）（交通部高速公路局）